# Türkistangare

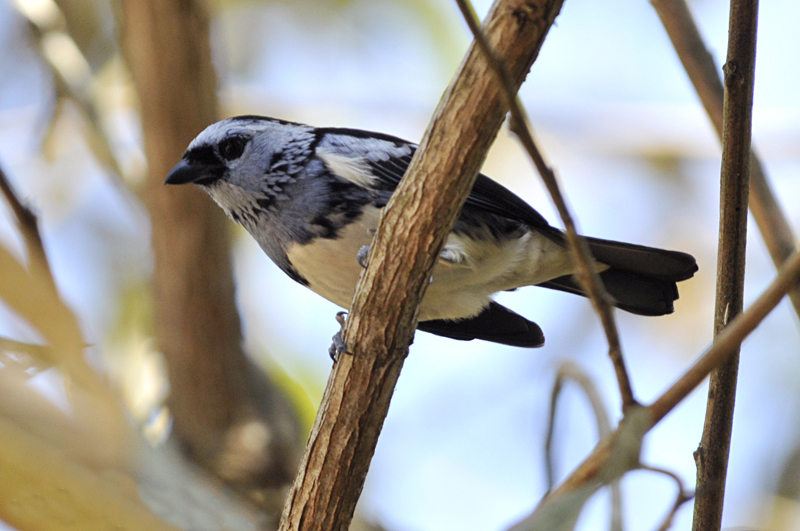
Tangara brasiliensis

Die Türkistangare (Tangara mexicana) ist eine in Südamerika vorkommende Vogelart aus der Familie der Tangaren (Thraupidae). Die Art kommt in Mexiko nicht vor, insofern bezieht sich das Artepitheton „mexicana“ nicht auf ihr Verbreitungsgebiet.

## Merkmale
Die Türkistangare erreicht eine Körperlänge von 12 bis 14 Zentimetern und ein Gewicht von 17,0 bis 26,0 Gramm. Die Kopfplatte und der Schnabelansatz sind schwarz. Der übrige Kopf und die Brust sind hellblau, die Flügel und die Steuerfedern überwiegend dunkelblau bis violett gefärbt. Je nach Lichteinfall schimmert das Gefieder zuweilen leicht Türkis. Der Bauch hat eine gelbe Farbe, lediglich bei der Unterart Tangara mexicana brasiliensis ist er weißlich. Beide Geschlechter unterscheiden sich farblich kaum. Die Weibchen zeigen jedoch etwas blassere Farben.

## Verbreitung, Unterarten und Lebensraum
Neben der im Gebiet der Guayanas und im Osten Brasiliens vorkommenden Nominatform Tangara mexicana mexicana sind drei weitere Unterarten bekannt:
- Tangara mexicana boliviana (Bonaparte, 1851) – im Osten Kolumbiens, Ecuadors und Perus, im Norden Boliviens sowie in den brasilianischen Bundesstaaten Amazonas, Pará, Goiás und Mato Grosso
- Tangara mexicana media (Berlepsch & Hartert, 1902) – im kolumbianischen Departamento Vichada sowie im Nordosten und Süden Venezuelas
- Tangara mexicana vieilloti (P. L. Sclater, 1857) – auf Trinidad.

- Die ehemalige Unterart Tangara mexicana brasiliensis (Linnaeus, 1766) bekam Anfang 2023 ihren eigenen Artstatus. Sie wird heute als Brasiltangare (Tangara brasiliensis) geführt. Dabei handelt es sich um eine isolierte Population entlang der Ostküste Brasiliens von Porto Seguro über Rio de Janeiro bis kurz vor Santos und São Paulo

Türkistangaren besiedeln bevorzugt feuchte Waldränder und Flussufer, in Gebieten, die vom Flachland bis in eine Höhe von 1000 Metern reichen.

## Lebensweise
Die Vögel ernähren sich in erster Linie von Früchten, in geringem Maße auch von Gliederfüßern (Arthropoda). Die Türkistangare leben paarweise oder in kleinen Gruppen, die drei bis zehn Individuen zählen. In der Gesellschaft mit anderen Tangaren-Arten werden sie nur selten angetroffen. Das tassenförmige Nest wird allein vom Weibchen aus Moos, Blättern, Pflanzenfasern und Flechten gefertigt und mit zwei bis drei Eiern versehen. Diese sind grau bis grünlich gefärbt und mit bräunlichen oder rötlichen Sprenkeln versehen. In Gefangenschaft wurde eine Brutzeit von 12 bis 14 Tagen dokumentiert. Freilanderkenntnisse liegen diesbezüglich nicht vor. Die Nestlinge werden von Familienverbänden bis zur Selbstständigkeit mit Nahrung versorgt.

## Gefährdung und Schutz
Die Türkistangare ist in Schutzgebieten und Nationalparks nicht selten und wird demzufolge von der Weltnaturschutzorganisation IUCN als  „Least Concern = nicht gefährdet“ klassifiziert. Bei der Unterart Tangara mexicana brasiliensis sind jedoch aufgrund der Urbarmachung von Waldgebieten bereits einige bisherige Lebensräume verloren gegangen.